# Rubeose
A rubeose ou Rubeosis iridis é a neovascularização da íris. As causas mais comuns de rubeose são a retinopatia diabética proliferativa e a oclusão de uma veia retiniana.

## Fisiopatologia
É geralmente associada com os processos de doença na retina, esta ao se tornar carente de oxigênio (isquemia). A retina isquêmica libera uma variedade de fatores, o mais importante dos quais é VEGF. Esses fatores estimulam a formação de novos vasos sanguíneos (angiogênese). Estes novos vasos contudo, não têm as mesmas características que os vasos sanguíneos que originalmente formava o olho. Além disso, novos vasos sanguíneos podem se formar em áreas que não os tinha. Especificamente, novos vasos sanguíneos podem ser observados na íris. Além dos vasos sanguíneos na íris, eles podem crescer no ângulo do olho. Estes vasos sanguíneos em seguida, bloqueiam o fluido que sai do olho e resultam em um aumento na pressão intra-ocular. Isso é chamado de glaucoma neovascular.